# Joseph Trumpeldor

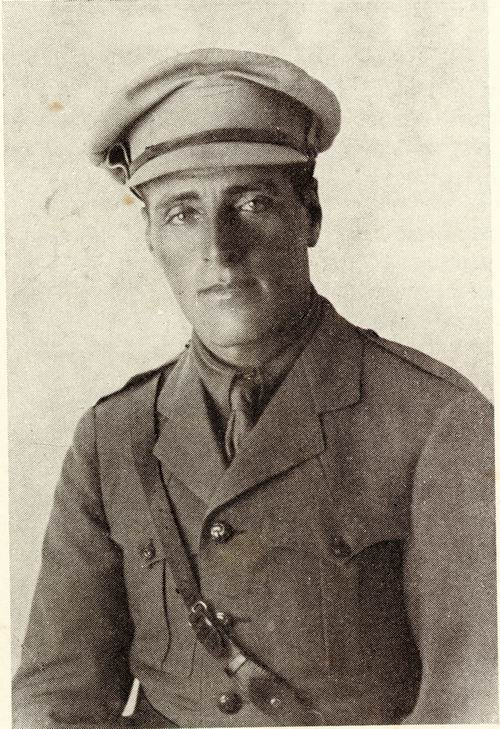
Joseph Trumpeldor

Joseph Trumpeldor (hebräisch יוֹסֵף טְרוּמְפֶּלְדּוֹר, russisch Иосиф Владимирович Трумпельдор, Vatersname: Wladimirowitsch; geboren am 21. Novemberjul. / 3. Dezember 1880greg. in Pjatigorsk, Russisches Kaiserreich; gestorben am 1. März 1920 in Tel Chai) war ein Zionist, der mit der Jüdischen Legion bekannt wurde und junge Juden nach Palästina brachte. Auf seinen Tod folgte die ikonische Überhöhung zur „ersten heroischen Legende“ des Zionismus, wie es Amos Elon formuliert hat. 

## Leben

### In Russland
Joseph Trumpeldors Vater, Wulf Trumpeldor, diente im Kaukasuskrieg 1877–1878 als Kantonist und durfte sich als „nützlicher Jude“ außerhalb des Ansiedlungsrayons niederlassen. Ursprünglich in der Ausbildung zum Zahnarzt, ging Joseph Trumpeldor 1902 zur russischen Armee. Während des Russisch-Japanischen Krieges nahm er an der Belagerung von Port Arthur teil, wo er 1904 seinen linken Arm verlor und gefangen genommen wurde. Später erhielt er fünf Tapferkeitsorden, die ihn zu dem am häufigsten ausgezeichneten jüdischen Soldaten in Russland machten. 1906 wurde er der erste/der zweite jüdische Offizier in der Armee. Er war ein leidenschaftlicher Leser der russischen Literatur. Trumpeldor war Vegetarier, auch dies eine Nachwirkung seiner Verbundenheit mit dem Werk Lew Nikolajewitsch Tolstois.

### Auswanderung nach Palästina und Erster Weltkrieg
1912 emigrierte er ins Osmanische Reich, wo er eine Zeit lang im Kibbuz Degania im Vilâyet Beirut lebte. Als der Erste Weltkrieg ausbrach, wanderte er nach Ägypten aus, wo er zusammen mit Wladimir Zeʾev Jabotinsky die Idee des Kampfes der Jüdischen Legion zusammen mit Großbritannien gegen die gemeinsamen Feinde entwickelte. Daraus resultierend wurde 1915 das Zion Mule Corps gegründet, das als erste vereinigte jüdische Armee und gleichzeitig als Grundstein der Zahal betrachtet wird. Zusammen mit dem Zion Mule Corps kämpfte er in Gallipoli, wo er an der Schulter verwundet wurde. Kurz nach dem Transport des Corps nach Großbritannien wurde es aufgelöst.

### Mitarbeit in der zionistischen Bewegung
Er war einer der Gründer der zionistisch-sozialistischen Bewegung in Mandatsgebiet Palästina. Während seines Aufenthalts im vorsowjetischen Russland gründete er HeChaluz, eine Jugendorganisation, welche Einwanderer auf die ʿAlija („Hinaufzug ins gelobte Land“) vorbereitete. Von den Jugendlichen verlangte er zu sein wie das Eisen, hart, aber flexibel, denn in der Glut unter dem Hammer zu allem formbar. Über sich selbst schrieb Trumpeldor: „Ein Rad? Ich bin das Rad. Wenn es einen Nagel, eine Radmutter oder ein Rad braucht – nehmt mich!“

### Tod und Legendenbildung

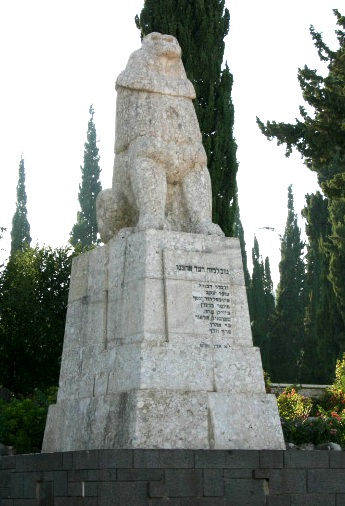
Trumpeldor-Denkmal in Tel Chai, 1934

1920 fragte HaSchomer Trumpeldor, ob er bereit sei, die Verteidigung von Siedlungen im Obergaliläa zu organisieren. Der Zionist willigte ein und fuhr nach Tel Chai, wo er während einer Schlacht von Schiʿiten aus Dschabal ʿAmil getötet wurde. Wladimir Zeʾev Jabotinsky hatte sich für die Evakuierung des Außenpostens ausgesprochen.

## Nachleben
Nach seinem Tod wurde Trumpeldor das Symbol für die jüdische Selbstverteidigung. Sein Gedenktag am 11. Adar des Jüdischen Kalenders wird in Israel bis heute begangen. Seine letzten Worte, „Macht nichts, es ist gut, für unser Land zu sterben“ 
(אַיִן דָּבָר, טוֹב לָמוּת בְּעַד אַרְצֵנוּ ejn davar; ṭōv lamūt beʿad arzenū), wurden in Israel sehr berühmt. ʿAmos Elon zufolge kursiert jedoch die Vermutung, dass diese Worte lediglich eine wohlmeinende Zuschreibung seiner Zeitgenossen waren, da Trumpeldor im Moment seiner tödlichen Verwundung eine nicht zitierfähige russische Verwünschung ausgestoßen habe.
Die Stadt Qirjat Schmona („Stadt der Acht“) ist nach Trumpeldor und den anderen sieben Männern, die bei der Verteidigung Tel Chais starben, benannt. Der Rechov Trumpeldor (רְחוֹב טְרוּמְפֶּלְדּוֹר) in Tel Aviv erinnert an Joseph Trumpeldor, in welcher Straße auch der Trumpeldor-Friedhof liegt.

## Schriften
- Tagebücher und Briefe. Übersetzt aus dem Russischen. Jüdischer Verlag, Berlin 1925.